# 劉汝楠
劉汝楠（1503年—1560年），字孟材，號南郭，福建泉州府同安縣人，明朝政治人物。

## 生平
二月初五日生，行一，治《春秋》，由國子生中式嘉靖七年（1528年）福建鄉試第一名舉人，年三十歲中式嘉靖十一年（1532年）壬辰科會試中式第二百四十六名，第三甲第二十五名進士。觀吏部政，授湖州府推官，陞刑部主事，員外郎，出为湖廣提學僉事，升副使，告病归乡，卒年五十八。

## 家族
曾祖劉大樑；祖劉廷理，義官；父劉祚；母王氏。重慶下，妻黃氏，子遂賢（主簿）；遂良（監生）。